# Piston cu deflector

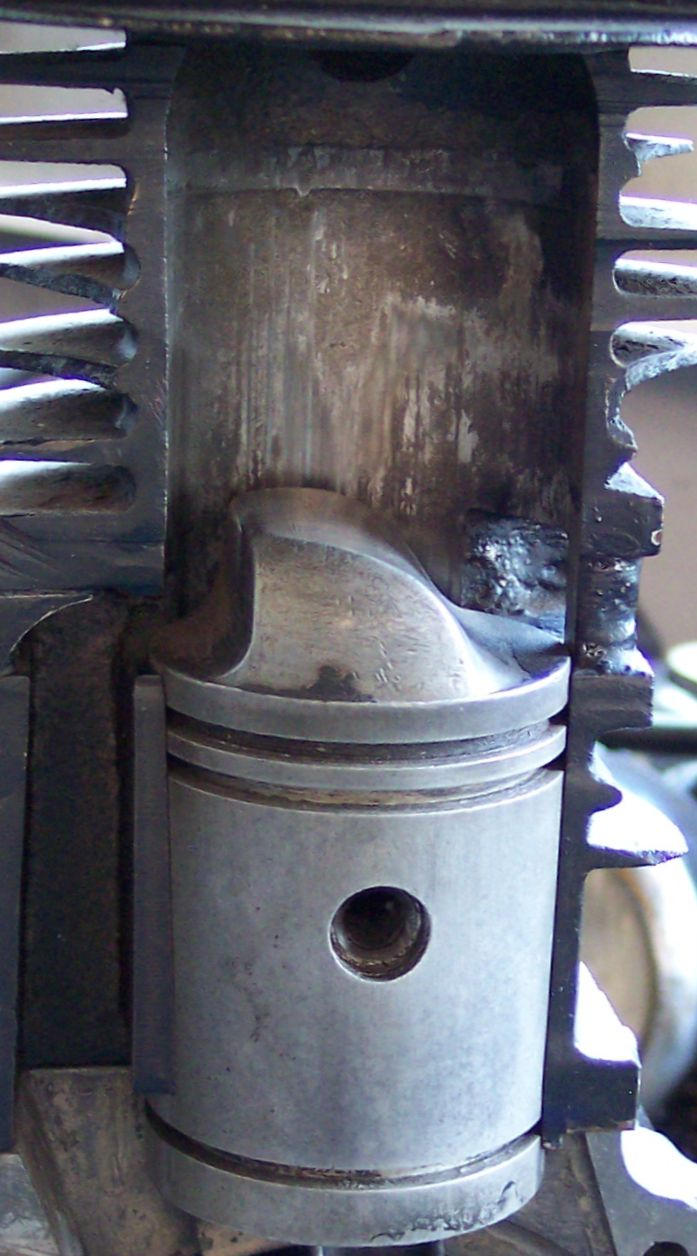
Piston cu deflector (motor în doi timpi), stănga admisia, dreapta evacuarea

Piston cu deflector, este unul din gama largă de pistoane a motoarelor cu ardere internă în doi timpi. 
Acest fel de piston, se folosește la motoare care în general nu au supape. La motoarele la care închiderea ferestrei de evacuare se face mai târziu decât a celei de admisiune, o parte din amestecul carburant scapă din cilindru. Forma deflectorului din capul pistonului ajută să se scape cât mai puțin amestec carburant prin fereastra de evacuare. Urmare a pierderii din amestecul carburant, aceste construcții de motoare au un randament mai scăzut față de motoarele cu distribuția prin supape. 